# ورزشگاه یادبود کولیسیم لس آنجلس

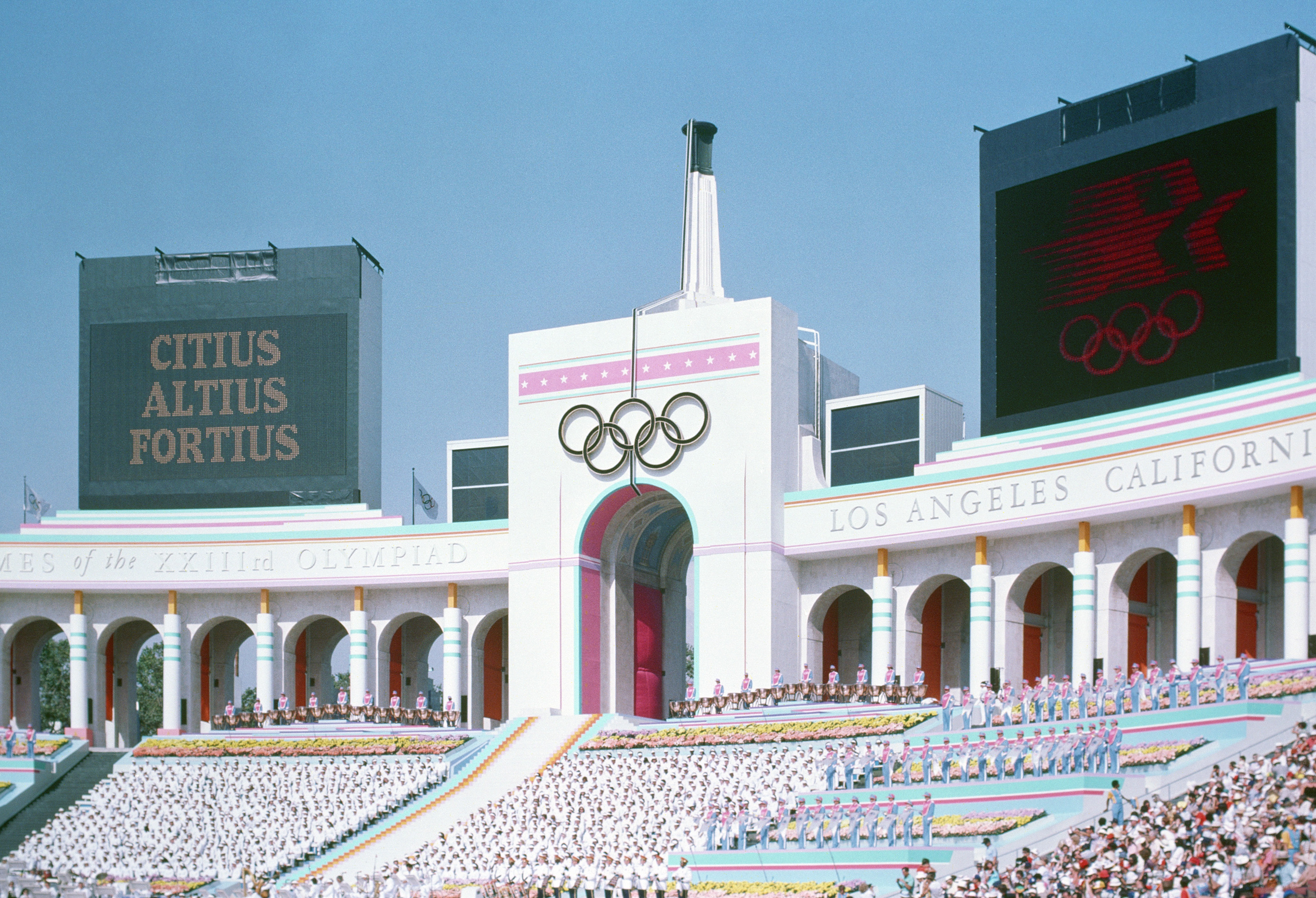

ورزشگاه مموریال کالسیوم لس آنجلس (به انگلیسی: Los Angeles Memorial Coliseum) با ظرفیت ۷۷٬۵۰۰ نفر در شهر لس آنجلس ایالت کالیفرنیا واقع شده است. این ورزشگاه در تاریخ ۱۹۲۳ تأسیس شد و دارای زمین چمن می‌باشد.